# Parafia Chrystusa Króla w Sosnowcu
Parafia Chrystusa Króla w Sosnowcu – rzymskokatolicka parafia położona w dekanacie Chrystusa Króla Wszechświata w Sosnowcu, diecezji sosnowieckiej, metropolii częstochowskiej w Polsce.

## Historia
Parafia została erygowana 4 marca 1957 roku przez bp. częstochowskiego Zdzisława Golińskiego.
Pierwszym proboszczem był ks. Mieczysław Skurczyński, z inicjatywy którego wybudowano kościół w latach 1958–1960.